# Pane, vy jste vdova!
Pane, vy jste vdova! (en txec Senyor, vostè és vídua!) és una comèdia cinematogràfica txecoslovaca dirigida per Václav Vorlíček el 1970. El motiu central de la pel·lícula és l'intercanvi de cossos (o intercanvi de cervells), que dona lloc a diverses situacions còmiques. Iva Janžurová va rebre un premi al Festival Internacional de Cinema Fantàstic de Trieste pel seu doble paper a la pel·lícula. També fou exhibida com a part de la secció oficial del X Festival Internacional de Cinema Fantàstic i de Terror.

## Sinopsi
El rei d'un país decideix abolir l'exèrcit després d'un accident a l'aeroport on un soldat talla el braç del seu cosí. Tanmateix els generals no hi estan d'acord i planegen l'assassinat del rei. El braç executor serà un cos artificial amb el cos de l'actriu Evelina Keleti i el cervell de l'assassí en sèrie Fany Stubová. Com a part del pla maten l'astròleg del rei Stuart Hample, que avisa el rei. Però el cervell d'Hample s'implanta al cos de l'assassí, l'actriu Keleti és assassinada i comença el caos.

## Repartiment
- Iva Janzurová: herecka Evelyna Kelettiová
- Olga Schoberová: herecka Molly Adamsová (com Olinka Bérová)
- Eduard Cupák: major Robert Steiner
- Jirí Sovák: král Rosebud IV.
- František Filipovský: král Oscar XV.
- Cestmír Randa: Generál Omar Otis
- Jan Libícek: kuchar Bobo
- Otto Šimánek: prumyslník Alfred Keletti
- Ludek Kopriva: divadelní rezíser Brand
- Vladimír Menšík: povalec Bloom
- Jirí Hrzán: astrolog Stuart Hample
- Milos Kopecký: Professor Somr,majítel sanatoria
- Lubomír Kostelka: Kelettiho tajemník
- Stella Zázvorková: mary Otisová
- Stella Májová: Gerta, prítelkyne Otisové
- Jaroslav Mares: Generál Hartman
- Helena Ruzicková: vrazedkyne Fanny Stubová (non créditée)
- Ladislav Smoljak: Kritik v divadle (non crédité)
- Zdeněk Svěrák: Kritik v divadle (non crédité)